# The Far Side
The Far Side est une série de dessins d'humour absurdes de l'Américain Gary Larson diffusée dans la presse américaine de 1980 à 1995 par Chronicle Feature puis Universal Press Syndicate. Traduite en près de vingt langues, The Far Side paraissait dans plus de 1900 quotidiens à son apogée et a fait l'objet d'une vingtaine de recueils. Elle a valu à son auteur plusieurs prix réputés, dont deux prix Reuben.

## Distinctions
- 1986 : Prix de la National Cartoonists Society du dessin humoristique (journal)
- 1989 : Prix de la National Cartoonists Society du dessin humoristique (journal)
- 1991 : Prix Reuben
- 1993 :  Prix Max et Moritz du meilleur comic strip
- 1995 : Prix Reuben

## Recueils français
- L'univers impitoyable de Gary Larson, Presses de la Cité, 1988.
- Gary Larson 1 à 5, cinq tomes, Dupuis, 1997-2002.